# Canthigaster tyleri
Canthigaster tyleri, tên thông thường là cá nóc Tyler, là một loài cá biển thuộc chi Canthigaster trong họ Cá nóc. Loài này được mô tả lần đầu tiên vào năm 1977.

## Phân bố và môi trường sống
C. tyleri có phạm vi phân bố rộng rãi ở Ấn Độ Dương. Loài này được tìm thấy ở ngoài khơi Tanzania và các hòn đảo, bãi đá xung quanh (trừ Madagascar), ở phía đông, chúng có mặt tại quần đảo Chagos, Maldives và đảo Giáng Sinh. Ở phía đông, phạm vi của chúng trải rộng từ đảo Sumatra, Java và Bali đến khắp biển Banda. C. tyleri được thu thập xung quanh các rạn san hô ở độ sâu khoảng 40 m trở lại.

## Mô tả
Chiều dài tối đa được ghi nhận ở C. tyleri là khoảng 9 cm. Cơ thể có màu trắng với các đốm màu đỏ nâu phủ khắp thân (trừ bụng). Vùng trên mõm và lưng có các vân sọc màu xanh lơ. Các vây trong mờ. Tuổi thọ ước tính đối với C. tyleri là 6 năm tuổi.
Số gai ở vây lưng: 0; Số tia vây mềm ở vây lưng: 9; Số gai ở vây hậu môn: 0; Số tia vây mềm ở vây hậu môn: 9; Số tia vây mềm ở vây ngực: 16.
Cũng như những loài cá nóc khác, C. tyleri có khả năng sản xuất và tích lũy các độc tố như tetrodotoxin và saxitoxin trong da, tuyến sinh dục và gan. Mức độ độc tính khác nhau tùy theo từng loài, và cũng phụ thuộc vào khu vực địa lý và mùa.
Thức ăn của C. tyleri rất đa dạng, bao gồm rong tảo, các loài động vật giáp xác và động vật thân mềm. C. tyleri đôi khi được đánh bắt nhằm mục đích thương mại cá cảnh.